# Carena 2 - Il ritorno
Carena 2 - Il ritorno è il secondo album del cantautore italiano Marco Carena, registrato nel 1991.

## Descrizione
(slogan nel retro disco)
Il disco menziona un argomento ostico, come si intuisce dallo slogan citato e dal brano principale Questione di sfiga, che con altri brani quali Amarsi, Carnivalada, Io vorrei e Buon Natale parlano di come le cose, nella vita in generale o in amore, persino nel carnevale brasiliano e nella notte di Natale, possano non andare per il verso giusto. Gli altri brani: La ballata di Gennaro racconta della segreta vita di un lupo mannaro, Arbre magique cantato con un francese maccheronico che spiega di come fare per eliminare odori sgradevoli in auto, il blues del pelo superfluo dove Carena immagina di essere un povero pelo eliminato da un corpo femminile e .......gli inglesi, storia di un punk che non vuole ascoltare musica con liriche a lui non decifrabili.
I testi e le musiche sono di Marco Carena, che consolida lo stile ironico e demenziale creato con l'album precedente.

## La Copertina
Marco Carena in primo piano, serio, con gli occhi spalancati, con sopra il titolo e un triangolo bianco dietro, lo sfondo è di un rosso spento con quattro lampi chiari ad ognuno dei quattro angoli.

## Tracce
Lato A
1. Questione di sfiga - 3'42"
2. La ballata di Gennaro - 3'20"
3. Amarsi - 5'18"
4. Carnivalada - 3'51"

Lato B
1. Io vorrei (parte 1: cantico dell'emarginato; parte 2: cantico degli esasperati) - 4'05"
2. Arbre Magique - 3'33"
3. Il blues del pelo superfluo - 3'35"
4. Buon Natale - 4'19"
5. ....... gli inglesi - 0'43"

## Musicisti
- Marco Carena: voce
- Roberto Testa: batteria
- Paolo Costa: basso
- Massimo Luca: chitarra, cori
- Roberto Colombo: tastiera, cori
- Laura Fedele, Claudio Quattrocchi: cori
- Polsi Sciolti: cori in Io vorrei
- Kamal: cori in Buon Natale e Amarsi